# Mỹ Xá
Mỹ Xá là một phường thuộc thành phố Nam Định, tỉnh Nam Định, Việt Nam.

## Địa lý
Phường Mỹ Xá nằm ở phía tây nam thành phố Nam Định, có vị trí địa lý:
- Phía đông giáp phường Trường Thi
- Phía tây giáp phường Lộc Hòa và huyện Vụ Bản
- Phía nam giáp huyện Vụ Bản
- Phía bắc giáp phường Lộc Hòa.

Phường Mỹ Xá có diện tích 6,22 km², dân số năm 2018 là 18.644 người, mật độ dân số đạt 2.997 người/km².

## Lịch sử
Sau năm 1945, xã Mỹ Xá thuộc thành phố Nam Định.
Ngày 8 tháng 8 năm 1964, Bộ Nội vụ ban hành Quyết định số 210-NV về việc chuyển xã Mỹ Xá thuộc thành phố Nam Định về huyện Mỹ Lộc quản lý.
Ngày 21 tháng 4 năm 1965, Ủy ban Thường vụ Quốc hội ban hành Quyết định số 103-NQ-TVQH về việc thành lập tỉnh Nam Hà trên cơ sở tỉnh Hà Nam và tỉnh Nam Định. Khi đó, xã Mỹ Xá thuộc huyện Mỹ Lộc, tỉnh Nam Hà.
Ngày 13 tháng 6 năm 1967, Hội đồng Chính phủ ban hành Quyết định số 76-CP về việc sáp nhập huyện Mỹ Lộc vào thành phố Nam Định. Khi đó, xã Mỹ Xá thuộc thành phố Nam Định.
Ngày 27 tháng 12 năm 1975, Quốc hội ban hành Nghị quyết về việc thành lập tỉnh Hà Nam Ninh trên cơ sở tỉnh Nam Hà và tỉnh Ninh Bình. Khi đó, xã Mỹ Xá thuộc thành phố Nam Định, tỉnh Hà Nam Ninh.
Ngày 26 tháng 12 năm 1991, Quốc hội ban hành Nghị quyết về việc chia tỉnh Hà Nam Ninh thành tỉnh Nam Hà và tỉnh Ninh Bình. Khi đó, xã Mỹ Xá thuộc thành phố Nam Định, tỉnh Nam Hà.
Ngày 6 tháng 11 năm 1996, Quốc hội ban hành Nghị quyết về việc chia tỉnh Nam Hà thành tỉnh Nam Định và tỉnh Hà Nam. Khi đó, xã Mỹ Xá thuộc thành phố Nam Định, tỉnh Nam Định.
Ngày 16 tháng 7 năm 2019, Ủy ban Thường vụ Quốc hội ban hành Nghị quyết số 721/NQ-UBTVQH14 (nghị quyết có hiệu lực từ ngày 1 tháng 9 năm 2019) về việc thành lập phường Mỹ Xá trên cơ sở toàn bộ 6,22 km² diện tích tự nhiên và 18.644 người của xã Mỹ Xá.
Ngày 2 tháng 12 năm 2021, HĐND tỉnh Nam Định ban hành Nghị quyết số 63/2021/NQ-HĐND về việc:
- Thành lập tổ dân phố Phúc Trọng 1, tổ dân phố Phúc Trọng 2, tổ dân phố Phúc Trọng 3 trên cơ sở toàn bộ tổ dân phố Phúc Trọng.
- Thành lập tổ dân phố Mỹ Trọng 1A và tổ dân phố Mỹ Trọng 1B trên cơ sở toàn bộ tổ dân phố số 1 Mỹ Trọng.
- Thành lập tổ dân phố Mỹ Trọng 2A và tổ dân phố Mỹ Trọng 2B trên cơ sở toàn bộ tổ dân phố số 2 Mỹ Trọng.
- Đổi tên tổ dân phố số 3 Mỹ Trọng thành tổ dân phố Mỹ Trọng 3.
- Đổi tên tổ dân phố Bến Mai Xá tổ dân phố Bến.
- Đổi tên tổ dân phố Thượng Mai Xá tổ dân phố Thượng.
- Đổi tên tổ dân phố Trung Mai Xá tổ dân phố Trung.
- Đổi tên tổ dân phố Thắng Mai Xá tổ dân phố Thắng.
- Đổi tên tổ dân phố Đoài 1 Mai Xá tổ dân phố Đoài 1.
- Đổi tên tổ dân phố Đoài 2 Mai Xá tổ dân phố Đoài 2.